# Досино
Досино — исчезнувшая деревня в Северном районе Новосибирской области России. Решением Новосибирского облсовета народных
депутатов № 727 от 16.10.1970 года деревня исключена из учётных данных.

## География
Располагалась в 6 км к юго-западу от деревни Сургуты.

## История
Основана в 1909 г. В 1928 г. поселок Досино состоял из 55 хозяйств. В административном отношении входил в состав Аул-Сургутинского сельсовета Ново-Троицкого района Барабинского округа Сибирского края. В поселке располагался маслозавод.

## Население
По переписи 1926 г. в поселке проживало 252 человека (137 мужчин и 115 женщин), основное население — латыши.